# Église San Bartolomeo (Marciana)
L'Église San Bartolomeo  (en italien : Chiesa di San Bartolomeo) est un ancien édifice religieux du XIIe siècle, situé dans le hameau de Pomonte, une frazione de la commune de Marciana, sur la côte sud-ouest de l'île d'Elbe en Toscane,.

## Historique
Il s'agit du plus petit édifice de style roman de l'île, avec un développement longitudinal de seulement 9 m. 
Ses ruines sont situées dans la localité d'Òppito (du latin oppidum), sur un éperon escarpé de granodiorite du Mont Capanne entre les villages de Pomonte et Chiessi. La seule partie intacte de la structure, caractérisée par de nombreux boulins et un toit en ardoise d'origine, est le mur sud. Des traces de la courbure de l'abside sont conservées. Le bâtiment est en relation visuelle directe avec l'église San Frediano (it)  et avec celle de église San Biagio (it). Les vestiges d'une colonie de l'âge du bronze se trouvent également sur le site.
Selon la légende orale, les chercheurs de trésors parmi les ruines de l'église San Bartolomeo ont eu leur manche de pioche brisé lors des travaux de fouille. Les contes populaires citent la découverte d'une « poule aux œufs d'or » et de voûtes souterraines à proximité de l'église.
Depuis l'un des neuf trous du mur sud, souligné par une petite voûte ciselée, rend parfaitement visible l'île de Montecristo, qui abrite l'important Monastère de San Mamiliano (it) avec lequel les églises de l'Elbe avaient un contact visuel.